# Étreux
Étreux ist eine französische Gemeinde mit 1.455 Einwohnern (Stand: 1. Januar 2022) im Département Aisne in der Region Hauts-de-France. Sie gehört zum Arrondissement Vervins, zum Kommunalverband Thiérache Sambre et Oise und zum Kanton Guise.

## Lage
Die Gemeinde Étreux liegt in der Landschaft Thiérache am Zusammenfluss von Noirrieu und Morteau, 36 Kilometer nordöstlich von Saint-Quentin. Hier endet der Sambre-Oise-Kanal. Nachbargemeinden von Étreux sind Oisy im Norden, Boué im Nordosten, La Neuville-lès-Dorengt im Osten und Süden, Vénérolles im Südwesten und Westen sowie Wassigny im Nordwesten.

## Geschichte
Zu Beginn des Ersten Weltkrieges gelang es den britischen Expeditionsstreitkräften, Étreux bis zum 27. August 1914 zu halten. Die 2nd Royal Munster Fusiliers wurden als Bataillon fast vollständig aufgerieben. Auch die deutschen Truppen, die mit etwa 5000 Mann zahlenmäßig sechsfach überlegen waren, zahlten mit 1500 Toten einen hohen Preis.

### Bevölkerungsentwicklung
| Jahr                       | 1962 | 1968 | 1975 | 1982 | 1990 | 1999 | 2006 | 2014 | 2021 |
| Einwohner                  | 1489 | 1588 | 1655 | 1839 | 1754 | 1670 | 1642 | 1480 | 1457 |
| Quellen: Cassini und INSEE |      |      |      |      |      |      |      |      |      |

## Sehenswürdigkeiten
- Kirche Notre-Dame de la Nativité-de-la-Sainte-Vierge

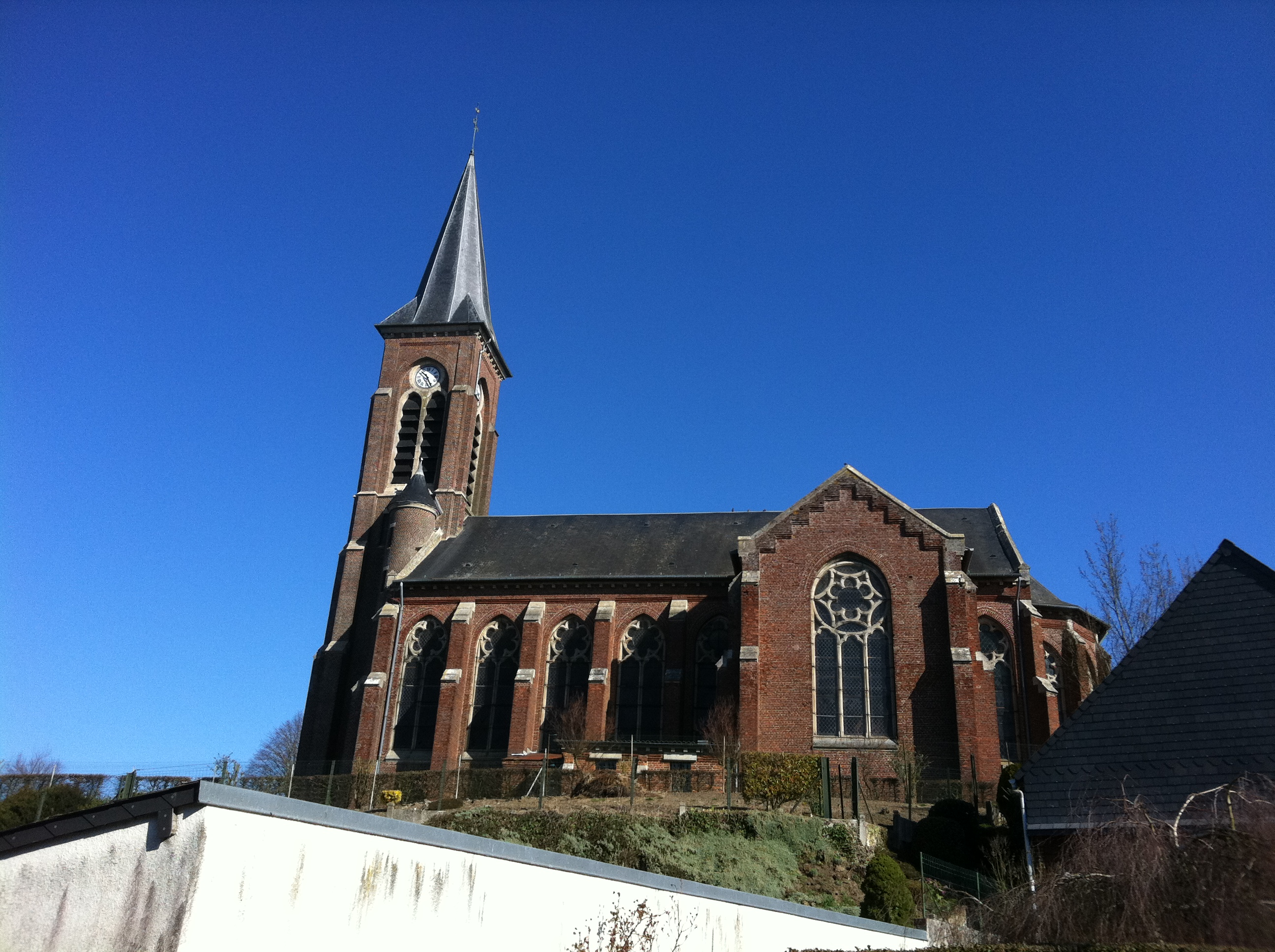
Kirche Mariä Geburt
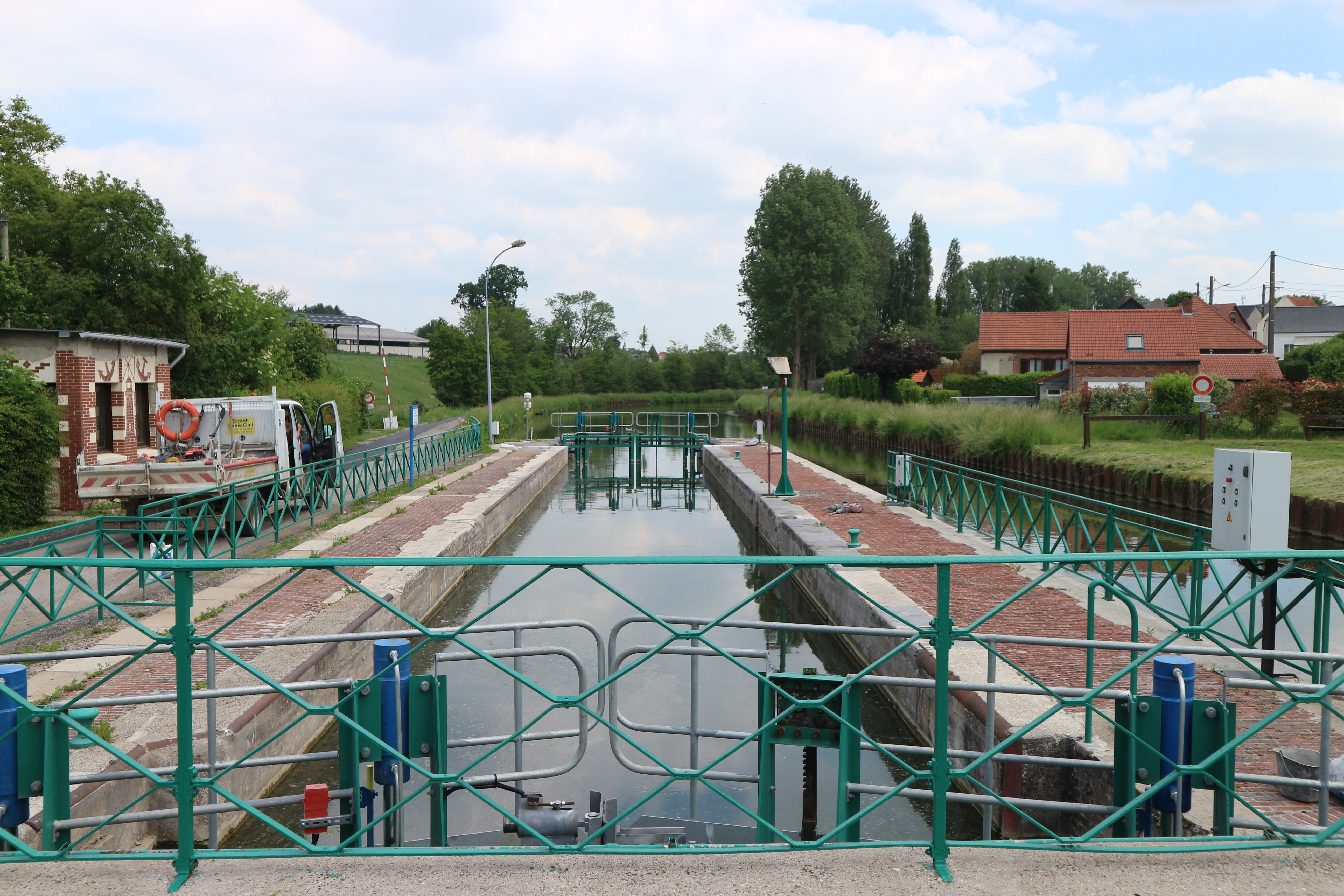
Schleuse Nr. 6 am Sambre-Oise-Kanal